# Sancus acoreensis
Sancus acoreensis är en spindelart som först beskrevs av Jörg Wunderlich 1992.  Sancus acoreensis ingår i släktet Sancus och familjen käkspindlar. Inga underarter finns listade i Catalogue of Life.